# 9M730 Buriewiestnik
9M730 Buriewiestnik (ros. 9M730 Буревестник) – rosyjski doświadczalny pocisk manewrujący z eksperymentalnym napędem jądrowym, dającym w założeniu konstruktorów nieograniczony zasięg.

## Historia

### Wypadek
8 sierpnia 2019 roku rosyjskie media poinformowały o wypadku na wojskowym poligonie Nienoksa. Oficjalna nazwa poligonu to 45. Centralny Poligon Doświadczalny Marynarki Wojennej Federacji Rosyjskiej. Znajdujący się nad brzegiem Morza Białego ośrodek został zorganizowany w celu przeprowadzania prób morskich rakiet balistycznych. Współcześnie przeprowadzane są na nim próbne strzelania pocisków przeciwokrętowych, rakietowych kompleksów zwalczania przeznaczonych do zwalczania okrętów podwodnych, rakiet Buława i R-29RMU. Informacja o wypadku na poligonie doświadczalnym nie była niczym wyjątkowym, w tego typu ośrodkach wypadki zdarzają się z określoną częstotliwością. Zdziwienie wśród komentatorów wzbudziły jednak śmiertelne ofiary katastrofy. Zginęło pięć osób i wszystkie były pracownikami rosyjskiej firmy Rosatom, oficjalnie zajmującej się cywilnym zastosowaniem energii atomowej. Kolejna informacja, jaka tym razem ukazała się w mediach społecznościowych, informowała o wzroście promieniowania jonizującego w okolicach Nyonoksy, miejscowości znajdującej się nieopodal poligonu, tuż po katastrofie. Nieznana była jednak przyczyna owego wzrostu. Oficjalne informacje wskazywały, iż na poligonie nie przeprowadzano prób z bronią jądrową, które to jeśli już są prowadzone, odbywają się wyjątkowo rzadko. Drogą eliminacji potencjalnych źródeł promieniowania, komentatorzy uznali, iż doszło do awarii środka bojowego z napędem jądrowym. Nieoficjalna informacja została potwierdzona przez Rosyjskie Ministerstwo Obrony, które przyznało, iż faktycznie doszło do awarii pocisku z izotopowym źródłem energii. Podano również, iż wypadek miał miejsce na morskiej platformie, na której odbywały się próby. Wszystkie ofiary śmiertelne zginęły na skutek upadku do morza, zdmuchnięte falą uderzeniową powstałą w momencie wybuchu pocisku. Wybuch nie miał charakteru jądrowego, ale doszło do skażenia środowiska po uwolnieniu paliwa silnika jądrowego. Stopień skażenia jest trudny do oszacowania, ponieważ automatyczne stacje mierzące poziom promieniowania i przekazujące informacje do centrali Międzynarodowej Agencji Energii Atomowej wyłączyły się, zdaniem Rosjan, z powodu awarii. Z drugiej jednak strony, akwen w pobliżu poligonu zamknięto dla żeglugi na okres 30 dni, a pracowników szpitala w pobliskim Siewierodwińsku, dokąd przewieziono rannych w wyniku awarii, oraz pomieszczenia szpitalne poddano dekontaminacji.
Według innej, niepotwierdzonej hipotezy, katastrofie na poligonie Nyonoksa nie uległ pocisk Buriewiestnik, a torpeda z napędem jądrowym Posejdon. Za takim tłumaczeniem przemawia kilka przesłanek. Buriewiestnik ma być pociskiem wystrzeliwanym z ziemi lub ewentualnie samolotu. Doskonałym miejscem dla prób byłby zatem poligon w Semipałatyńsku lub na Nowej Ziemi, gdzie wcześniej prowadzono próby pocisku. Ich kontynuacja na morskim poligonie wydaje się być pozbawiona sensu, tym bardziej że brak jest informacji o pracach nad morską wersją 9M730. Z drugiej strony, poligon Nienoksa doskonale nadaje się do prowadzenia prób torped z jądrowym napędem.

### Geneza
Próby z pociskami z napędem jądrowym prowadzono w Związku Radzieckim co najmniej od połowy lat 80. XX wieku. Prawdopodobnie strona radziecka dysponowała danymi wywiadowczymi o podobnych pracach prowadzonych przez Stany Zjednoczone. Nie jest jednak znany zakres owej wiedzy. Równie skąpe były informacje wywiadowcze o postępach i celach projektów z tego obszaru jakie docierały na Zachód. Jedna z hipotez dotycząca celów radzieckich projektów mówiła o próbie zbudowania miniaturowego reaktora jądrowego, wspomagającego napęd klasycznych okrętów podwodnych, umożliwiając im tym samym ich dłuższe przebywanie pod wodą. Do 2018 roku zakres prac w ZSRR, a później w Rosji nie był znany opinii publicznej. W marcu 2018 roku, prezydent Federacji Rosyjskiej Władimir Putin poinformował o prowadzonych w kraju pracach nad rakietami i torpedami dysponującymi jądrowym napędem. Projekty powstały jako rosyjska odpowiedź na amerykańskie zerwanie traktatu o obronie przeciwrakietowej i rozwijaniu systemów antybalistycznych.

## Projekt
Z powodu braku lub niewielkiej ilości oficjalnych danych na temat pocisku, większość informacji na jego temat ma spekulacyjny charakter. Ujawnione nieliczne zdjęcia sugerują, iż konstrukcyjnie 9M730 przypomina uskrzydlone lotnicze rakiety z napędem konwencjonalnym. Oznaczenie 9M730 nie zostało oficjalnie potwierdzone. Cechy budowy mogą wskazywać, iż profil lotu rakiety dedykowany jest do realizacji misji w locie na małej i bardzo małej wysokości. Kadłub ma w przedniej części ma trójkątny przekrój z płaską powierzchnią tworzącą górną powierzchnię (w rzucie czołowym przekrój przypomina odwrócony trójką). Dzięki takiej budowie, zmniejszającej echo radiolokacyjne pocisku, radiolokatory umieszczone na platformach powietrznych mają utrudnione zadanie wykrycia lecącego na niewielkim pułapie pocisku na tle ziemi. Reszta kadłuba ma przekrój zbliżony do prostokątnego. Z tyłu pocisku znajduje się umieszczony pod kadłubem, skierowany w dół ku ziemi statecznik pionowy oraz trzy stery aerodynamiczne. Buriewiestnik jest pociskiem skrzydlatym, przed wystrzeleniem prostokątne skrzydła znajdują się w pozycji złożonej wzdłuż kadłuba, po wystrzeleniu rozkładają się i blokują pod kątem około 40° do kadłuba. Pod kadłubem umieszczony jest wlot powietrza do silnika marszowego. Start odbywa się dzięki użycia silnika startowego na ciekły materiał pędny. Nie jest jasne czy rolę silników startowych pełnią dwie jednostki umieszczone po bokach kadłuba, czy jest to pojedynczy silnik umieszczony z tyłu kadłuba, a dwie dodatkowe jednostki znajdujące się po bokach są konwencjonalnymi silnikami pracującymi po wyczerpaniu się paliwa w jednostce startowej, a przed uruchomieniem silnika atomowego.  

### Napęd jądrowy
Brak jest oficjalnych informacji na temat rodzaju zastosowanego napędu głównego, jego konstrukcji, zastosowanych rozwiązań konstrukcyjnych. Z potencjalnych źródeł: reaktor jądrowy, radioizotopowy generator termoelektryczny i bateria jądrowa, najbardziej prawdopodobnym rozwiązaniem po jakie sięgnęli konstruktorzy pocisku jest miniaturowy reaktor atomowy. Otwartą pozostaje kwestia, w jaki sposób rosyjscy konstruktorzy poradzili sobie z problemami wynikającymi z zastosowania tego typu napędu. Pierwszym jest rodzaj zastosowanego chłodziwa reaktora. Prawdopodobnie funkcję chłodziwa pełni powietrze atmosferyczne lub układ dwustopniowy, składający się z cieczy chłodzącej i powietrza. Kolejnym wyzwaniem technologicznym przed jakim stanęli konstruktorzy jest czas uruchomienia reaktora. W klasycznych układach, uruchomienie reaktora atomowego zajmuje sporo czasu, który nie jest czynnikiem limitującym w tradycyjnych elektrowniach jądrowych. Jednak użycie tego typu rozwiązania w pociskach rakietowych wymaga jak najszybszego uruchomienia reaktora. Dlatego też, w 9M730 silnik startowy działa prawdopodobnie dużo dłużej niż w klasycznych pociskach. Prawdopodobnie uruchomienie reaktora rozpoczyna się bardzo krótko przed startem. Osiągnięcie pełnej mocy przed wystrzeleniem rakiety jest bardzo mało prawdopodobne, wymagane byłoby zastosowanie wysoce wydajnych układów chłodzenia znajdującego się w kontenerze startowym pocisku. Z drugiej strony, pracujący z pełną mocą reaktor, mógłby z łatwością zostać zauważony przez satelitarne systemy rozpoznawcze. Po wystrzeleniu, silniki lub silniki startowe rozpędzają 9M730 do prędkości, w której przepływ powietrza może efektywnie chłodzić reaktor. Następnym problemem jest promieniowanie. W niepracującym reaktorze jest on minimalne i najprawdopodobniej, wystarczającą osłonę stanowi kontener transportowo-startowy w jakim przechowywany jest pocisk. Sytuacja zmienia się diametralnie wraz z uruchomieniem reaktora, promieniowanie wówczas gwałtownie rośnie. Nie wchodzą w grę stosowane w lądowych lub morskich systemach rozwiązania w postaci ciężkich osłon. Takie osłony zapewniają również ochronę wrażliwych na promieniowanie jonizujące znajdujących się w pobliżu urządzeń elektronicznych. Buriewiestnik z oczywistych względów ciężkich osłon jest pozbawiony. Zastosowane rozwiązania konstrukcyjne mające na celu ochronę przed promieniowaniem wrażliwych układów elektronicznych na pokładzie pocisków nie zostały ujawnione. Prawdopodobnym rozwiązaniem wydaje się być zastosowanie systemów fotonicznych, umieszczonych w dziobie pocisku, oddzielonych od źródła promieniowania głowicą bojową. Osobną kwestią pozostaje typ mechanicznego napędu zastosowanego w pocisku, który nie został przez stronę rosyjską ujawniony. Prawdopodobnie zastosowano silnik strumieniowy lub silnik turbinowy.

### Głowica bojowa
Nie posiadając oficjalnych informacji, analitycy skłaniają się do wersji, iż pocisk ma przenosić głowicę termojądrową. Tego typu głowica wydaje się być jedynym sensownym rozwiązaniem dla pocisku o tak niekonwencjonalnym napędzie. Klasyczne ładunki bojowe, z powodzeniem mogą przenosić zdecydowanie tańsze w produkcji i eksploatacji, łatwiejsze w obsłudze klasyczne rakiety taktyczne.

## Zastosowanie
Zdaniem strony rosyjskiej główną zaletą nowego pocisku jest jego nieograniczony zasięg. Z drugiej jednak strony, współczesne rakiety o konwencjonalnym napędzie, na obecnym etapie prac zdecydowanie tańsze i prostsze w eksploatacji, dysponują również zasięgiem rzędu kilku tysięcy kilometrów. Dysponując odpowiednim nosicielem, można je bezpiecznie odpalić z terytorium kontrolowanego przez własne siły lub nad wodami międzynarodowymi, osiągając praktycznie dowolny zakątek Ziemi. Buriewiestnik jest bronią o zdecydowanie mniej elastycznym charakterze niż rakiety dysponujące klasycznymi jednostkami. Użycie 9M730 nawet bez jądrowego ładunku bojowego spowoduje skażenie terenu, dające tym samym stronie atakowanej prawo do również atomowego odwetu.